# 尾藤すみれ
尾藤 すみれ（びとう すみれ、1985年11月25日 - ）は、岐阜放送（ぎふチャン）の社員。元アナウンサー。

## 経歴
岐阜県関市出身。椙山女学園大学外国語・外国文化系卒。父親は、岐阜県議会議長・前関市長の尾藤義昭。2013年11月結婚。第1子妊娠中のため、2016年8月ごろから産休。その後、名古屋支社の営業部へ異動している。

## 過去の担当番組

### テレビ
- Station!（2014年1月6日 - ?）
- NEWSぎふチャン
- 飛騨國テレビ（2008年5月3日 - 2008年10月4日）
- ぎふチャンワイド タワー43（? - 2010年4月2日）
- ぎふチャンNEWS FIVE（2010年4月5日 - 2011年4月1日）
- NEWS 5 PLUS（2011年4月6日 - 2013年12月27日）
- 昭和がらくた劇場（2019年9月8日 - 2020年?、バーテンダー）

### ラジオ
- ミュージック・スペース〜フレッシュセレクション〜
- 岐阜新聞ニュース
- SKE48の岐阜県だって地元ですっ!